# 贡比塞县
贡比塞县，一译贡比西县，是柬埔寨磅士卑省下辖的一个县。
据1998年人口普查，此县共有97,006人。